# Burgerzeeuws
Het Burgerzeeuws is het Zeeuws dat men traditioneel spreekt in de steden van Zeeland, in het bijzonder in Middelburg en Vlissingen. Dit Zeeuws onderscheidt zich van het Boerenzeeuws doordat het aanmerkelijk dichter bij het Nederlands staat.
Het meest opvallende verschil is het grotendeels ontbreken van de klank ae in veel woorden waar het Nederlands aa heeft. Men hoort hier in het Middelburgs en Vlissings een ao voor. Een ander belangrijk verschil is het gebruik van de "Franse" keel-r versus de scherpe tongpunt-r die in de rest van Zeeland gebruikelijk is. Andere verschillen zijn het niet-wegvallen van de r voorafgaand aan een s (kers tegenover kes). De woordenschat van de dialecten is in zeer hoge mate vernederlandst (aorebei "aardbei" tegenover frinze, kinders tegenover guus etc.). Het Zeeuwse element zit vooral in de klanken ie en uu voor de standaardtalige ij en ui. Ook de karakteristieke geronde woorden bluve, pupe, twuvel, vuuf en wuuf ("blijven", "pijp" etc.) keren erin terug. In Middelburg worden vormen als bluiven, puip, twuivel etc. aangetroffen. Ooit foutief vernederlandst en wordt inmiddels door veel sprekers als 'typisch Middelburgs' aangevoeld.
Het Burgerzeeuws is bij benadering op dezelfde wijze ontstaan als het Stadsfries: de burgers van de stad, eerst de bovenlaag, later ook de gewone bevolking, pasten zich aan het Hollands aan, op het platteland bleef men vasthouden aan het dialect. In de tijd dat deze verandering vermoedelijk plaatsgreep, de zeventiende eeuw, maakten Holland en Zeeland samen de dienst uit in de Nederlanden. De talen van beide gewesten liepen toen nog lang niet zo uiteen als nu: ook het grootste deel van Holland had de uu en de ie nog. Dit verklaart waarom deze klanken ook in het Burgerzeeuws aanwezig zijn. Wat wel gedeprecieerd werd was de ae-klank, die ook in Zuid-Holland voorkwam (en nu nog in Katwijk en Noordwijk), maar die als zeer boers werd ervaren. Als gevolg daarvan liet men die klank niet alleen in Den Haag en Rotterdam vallen, maar ook in Middelburg en Vlissingen.
In de twintigste eeuw heeft het Burgerzeeuws – veel meer dan het Zeeuws van het platteland – aan status en kracht ingeboet. Veruit de meeste ouders gingen hun kinderen voortaan in het Standaardnederlands opvoeden (zie ook daktaal). Een onderzoek van Marco Evenhuis in de jaren negentig leverde op dat in en rond de Zeeuwse steden nog slechts één derde van de bevolking Zeeuws spreekt, tegenover haast twee derde in de hele provincie. Het lijkt aannemelijk dat deze waarden voor Vlissingen en Middelburg nog lager liggen. Bovendien zijn veel sprekers plattelandsmigranten, die dus niet het Burgerzeeuws als moedertaal hebben. Het Burgerzeeuws leeft echter nog wel, ook onder jongeren, vooral in conservatief christelijke milieus. Een stevig Middelburgs of Vlissings accent (in feite een soort Burgerzeeuws met steeds meer Nederlandse woorden en klanken) wordt in bepaalde subculturen in de steden nog altijd zeer gewaardeerd, terwijl er in andere milieus op neergekeken wordt.
In de arbeidersstad Vlissingen is het Burgerzeeuws nog altijd de taal van de straat. Zanger Paskal Jakobsen van de Vlissingse band BLØF heeft een typisch Vlissingse ao en laat ook de Vlissingse keel-r vaak en duidelijk horen.